# Vas a quedarte
«Vas a quedarte» es una canción de la cantante española Aitana, perteneciente a su primer álbum de estudio, Spoiler (2019). Fue compuesta en conjunto por ella, Juan Pablo Villamil y Juan Pablo Isaza, y producida por el último. Fue lanzada el 14 de diciembre de 2018 como segundo sencillo del disco bajo el sello de Universal Music Spain. Esta canción también pertenece a su primer EP, Tráiler, publicado el 30 de noviembre de 2018.

## Antecedentes y composición
El 13 de septiembre de 2018, Aitana se reunió con Juan Pablo Isaza y Juan Pablo Villamil, ambos componentes de la banda colombiana Morat, para una sesión de composición y grabación. El 8 de noviembre, durante un evento, Aitana confirmó que la canción, titulada «Vas a quedarte», finalmente se convertiría en su segundo sencillo.

## Recepción

### Comercial
En España, tras su publicación el 30 de noviembre, «Vas a quedarte» se alzó como la canción con el mejor debut histórico en Spotify España con 672.005 escuchas en 24 horas. Este récord fue superado el 6 de noviembre de 2021 por «Tú me dejaste de querer» de C. Tangana con La Húngara y Niño de Elche.
La canción debutó en el número uno en la lista de ventas oficial, siendo certificada como disco de oro en su segunda semana en la lista. El 15 de enero de 2019 fue certificada como disco de platino.

## Formatos
| Descarga digital |                  |          |  |
| N.º              | Título           | Duración |  |
| 1.               | «Vas a quedarte» | 3:46     |  |

## Posicionamiento en listas
| País   | Lista             | Mejor posición |
| ------ | ----------------- | -------------- |
| España | Top 100 Canciones | 1              |

## Certificaciones
| País   | Organismo certificador | Certificación | Ventas certificadas | Ref.  |
| ------ | ---------------------- | ------------- | ------------------- | ----- |
| España | PROMUSICAE             | 4× Platino    | 240.000             | [ 9 ] |